# Albert Meyer
Pour les articles homonymes, voir Meyer et Albert Meyer (homonymie).
Albert Meyer, né le 13 mars 1870 à Fällanden (originaire du même lieu et de Zurich) et mort le 22 octobre 1953, est une personnalité politique suisse, membre du Parti radical-démocratique (PRD).
Il est conseiller fédéral de 1930 à 1938, à la tête du Département de l'intérieur pendant quatre ans puis du Département des finances et des douanes. Il est président de la Confédération en 1936.

## Biographie
Albert Meyer naît le 13 mars 1870 à Fällanden, dans le canton de Zurich. Il est originaire du même lieu et de Zurich. Il est le deuxième enfant d'un agriculteur, Johann Jakob, qui a présidé sa commune et siégé au Grand Conseil du canton de Zurich.
Il fait ses écoles primaire et secondaire à Fällanden, puis le gymnase à Zurich. Il y entame des études de droit et d'économie à l'université, qu'il poursuit à Leipzig et à Berlin. L'Université de Zurich lui décerne un doctorat en droit et en économie politique en 1895.
D'abord secrétaire aux finances de la ville de Zurich, il devient rédacteur économique à la Neue Zürcher Zeitung (NZZ) en 1897, puis responsable de la rubrique économique et enfin rédacteur en chef du journal en 1915,. Après sa démission du Conseil fédéral à la fin 1938, il est élu au comité d'administration de la NZZ et en reste membre jusqu'en 1944.
En 1900, il épouse Elisabeth von Orelli, fille d'un inspecteur forestier de Zurich. Ils n'auront pas d'enfants. Elle meurt le 10 janvier 1929, à 53 ans.
Il a le grade de lieutenant-colonel à l'armée.
Gravement malade à partir de 1946, il meurt le 22 octobre 1953, à 83 ans. Il est enterré au cimetière de Fluntern à Zurich.

### Parcours politique
En 1907, il est élu au parlement de la ville de Zurich. Il le préside en 1912 et y siège jusqu'en 1927,.
Il est élu au Conseil national en 1915. Réélu en 1918, 1922, et 1926, il y siège jusqu'à la fin de l'année 1929. Il préside par ailleurs le PRD de 1923 à 1929,.
Il est élu au Conseil fédéral le 12 décembre 1929, au quatrième tour, contre le candidat radical officiel Oskar Wettstein (53e conseiller fédéral de l'histoire[réf. nécessaire]). Après un jour de réflexion, il accepte son élection et succède ainsi à Robert Haab au gouvernement. Réélu à deux reprises (16 décembre 1931 et 11 décembre 1935), il dirige d'abord le Département de l'intérieur jusqu'à fin avril 1934, puis celui des finances et des douanes jusqu'à la fin 1938. Confronté à la Grande Dépression, il s'oppose à une dévaluation du franc, mais se la voit imposer par le collège le 26 septembre 1936,.
Il est élu président de la Confédération le 11 décembre 1935 pour l'année 1936.
Il démissionne le 6 décembre 1938 pour la fin de l'année.